# 柳生十兵衛あばれ旅
『柳生十兵衛あばれ旅』（やぎゅうじゅうべえあばれたび）は、日本のテレビ映画による時代劇。主演：千葉真一、制作：テレビ朝日・東映。『柳生あばれ旅シリーズ』の第2作である。ANNにて1982年10月19日 - 1983年4月26日の毎週火曜日21時から21時54分に全26話放送された。

## 概要
千葉真一が当たり役である柳生十兵衛に扮した5度目の作品で、1980年に放送された『柳生あばれ旅』の続編。
本作では乱心者を装った十兵衛が賞金首のお尋ね者になりながら、中山道六十九次を巡検する妹・柳生茜を助けていく物語で、十兵衛の変装（幻天狗・権兵衛爺さん）も見所の一つになっている。茜の志穂美悦子は『柳生一族の陰謀』以来の再演。山村聰・黒崎輝・真田広之・小島三児が前作に引き続き同じ役柄で出演し、裏柳生には、千葉真一率いるジャパンアクションクラブ (JAC) のメンバーが配役された。第7話「宿場に散った花一輪」の裏柳生の櫓、第10話「くノ一の赤い唇」の十兵衛が敵の鞭を躱す体術と戦い、第18話「偽りの生き埋葬」の十兵衛と裏柳生の峡谷での崖登り、第22話「裏切りの忍び文字」の又平と弥平次の戦い、第24話「古城の謎を見た女」の十兵衛が石火矢の大爆破を躱す体技と戦いなど、随所に千葉以下JACのアクロバティックな殺陣やスタントが盛り込まれている。
『アベンジャーズ (2012年の映画)』のサミュエル・L・ジャクソンが扮した役柄は千葉真一の柳生十兵衛を参考としているなど後世の作品にも影響を与え、秋山幸二は「あなたにとってサムライとは?」という問いに「千葉真一の柳生十兵衛は、生きるか死ぬか究極の真剣勝負というイメージがいい」と評し、根強い人気がある。
中山道六十九次を旅していく物語だが、前作と異なり各話サブタイトルに宿場の表記はなく、劇中で宿場が示され、第10 - 11, 13, 15 - 23, 25 - 26話の柳生十兵衛がクライマックスで戦うシーンでは『柳生一族の陰謀』のオープニングテーマ、各話に『柳生一族の陰謀』のBGMも使われ、第10, 21話では『服部半蔵 影の軍団』のBGMが流れている。

## ストーリー
江戸時代の徳川家光の治世時、寛永年間に入るとようやく安定しつつあったが、家光は太平の世に奢ることなく、武道奨励になお一層の力を注いでいた。寛永十年、江戸城の吹上御苑にて、諸国から選りすぐられた武芸者たちによる武芸試合が催された。世に言う寛永御前試合である。家光をはじめ、薩摩藩主・島津家久（島津宰相）ら幕閣諸侯が臨席し、行司には将軍剣術指南の柳生但馬守、後見には柳生十兵衛がいた。
幾多の試合を経て、薩摩示現流の南郷三兄弟の活躍は目覚しく、最強流派の栄誉に輝いた。家光が「薩摩示現流は日本一の剣」と褒め称えたものの、南郷三兄弟の次兄は「柳生新陰流と戦わずして日本一とは言えず、柳生十兵衛殿とこの場で戦わせてほしい」と申し出る。但馬は「柳生新陰流は将軍家お家流のため、他流試合は禁じられている」と断るが、島津宰相や南郷兄弟から「机上の剣法、逃げるか」と挑発。
但馬は「他流との試合は禁じられているが、将軍家との申し合いはご披露できる」と返し、家光へ「締めくくりに倅・十兵衛と一手いかがでしょう？」と誘う。「幾多の試合を観て、ウズウズしてた」と家光は言い、十兵衛と試合を始めた。家光は幾度も打ち据えられるが、徐々に十兵衛は手加減なしに打ち込んでいく。異様な雰囲気になっていくなか、南郷三兄弟が日本刀を持ち出し、割って入り十兵衛に決闘を申し込むが、十兵衛は長兄を容易く木刀で撲殺してしまう。但馬の制止を聞かず、十兵衛は但馬とも脇差で斬り合い、場は騒乱と化す。乱心した十兵衛を誰も止められず、高笑いしながら十兵衛は江戸城から忽然と去っていく。
三年前から大奥へ上がり、御台所孝子に仕えていた妹の柳生茜は、この騒動で閉門蟄居となった柳生家へ戻っていた。茜は優しかった十兵衛が乱心したとは信じらず、動揺が収まらない。そんな茜に但馬は道場で実力を確かめる。後日、家光以下幕閣諸侯が集まる閣議の場で、但馬は十兵衛を勘当したと報告。その場にいた島津宰相は「柳生家が上様より拝命された、中山道巡検使を返上せよ」と但馬へ迫る。巡検させず、街道周辺に居る反徳川勢力を結集することを企んでいた島津宰相は、ゆくゆくは江戸幕府転覆を目論んでいた。しかし但馬は「将軍家安泰のために、中山道の整備は急務。巡検使は末娘の茜に拝命していただきたい」と願い出た。幕閣諸侯から異論が噴出したものの、但馬は「お役目を失敗したら、柳生一族郎党全て切腹する」と言い切る。
十兵衛の乱心は幕府に反逆を企てる敵を欺くために、但馬や家光と示し合わせた狂言芝居であった。但馬は十兵衛が巡検使として中山道に赴くと、反徳川の陰謀の噂ある街道の諸藩や江戸・京の要人たちも警戒を強め、鳴りを潜めるばかりであぶりだせず、これら反徳川の黒幕を島津宰相と睨んでおり、十兵衛を表舞台に立たせず、確かな証を掴ませようとしていた。但馬は十兵衛と秘かに再会。十兵衛は「女の嗜みを身につけさせるために、茜を大奥へ上げていたはずだ。侍へ戻すとは手前勝手」と父へ苦言を呈するが、「茜は柳生の子だ。巡検使は柳生家のお役目」という但馬の覚悟を知る。「茜は必ず守ってみせる」と誓った十兵衛は、野に下る。正式に家光より巡検使を拝命した但馬は、茜へ「又十郎は柳生の里を離れられん。今日より男になれ。『柳生縫之介』を名乗り、十兵衛に代わり中山道巡検使として京へ向かえ」と命じ、随行には柳生家家臣・鏑木太郎兵衛と裏柳生の阿里助・朱実兄妹をつけた。男装した茜は京を目指し、中山道六十九次へ旅立つが、十兵衛が陰ながら見守っていた。彼らは訪れた宿場町で様々な人々と出会いながら、巡検する。
市井では十兵衛乱心の芝居を興行した芝居小屋・夢乃屋お駒一座が江戸所払いを命じられ、座員も千平・万十以外は全て逃げられていた。途方にくれていたお駒を励ましたのは、正体不明の権兵衛爺さんで、座員を集めてくると約束する。新しい座員（裏柳生）と共に旅へ出るよう促され、あたかも誘導されるように茜たちと同じ中山道へ出立。茜・太郎兵衛・阿里助と夢乃屋お駒一座は、中山道の先々で出会う間柄となっていく。
十兵衛は賞金首のお尋ね者になったため各地で賞金稼ぎに狙われ、幻天狗・権兵衛爺さんに変装して敵を晦ましながら、裏柳生を引き連れ、茜ら巡検使一行を隠密裏に助けていくが、幕府転覆を狙う島津宰相が率いる薩摩藩の刺客、中山道周辺の諸藩、徳川を怨む真田忍群・鞍馬衆・野洲一族、幕閣で柳生家の失脚を図る大目付と配下の江戸甲賀百人組、尾張柳生、剣豪、妖術使いらと壮絶な死闘を繰り広げる運命が待ち構えていた。

## キャスト
役名の右横（ ）の数字は作品話数で、無しは全作出演。※は前作『柳生あばれ旅』に登場した人物で配役も同じ。

### 柳生家
- 千葉真一 - 柳生十兵衛※

柳生新陰流の剣豪で、その名は天下に広く知れ渡っている。太平の世に到底納まらない器と評され (1)、譜代大名とその家臣にも知己が多い (15)。武芸十八般で、裏柳生の一員であることから、体術は忍者と比肩する (10, 18, 24)。一時的に視力が低下しても、稽古して聴力だけで戦う技量がある (13)。子供を助けて峡谷の崖から滑落するも、子供にケガを負わさず、一日寝ていて全快する頑強な身体を持つ (23)。扮装は皮をあしらった黒を基調としたもので、鞘の端にも仕込み刀が入った太刀、脇差は兜割り（鎧通し）、手甲と脛当てには手裏剣を忍ばせ、敵により鎖帷子を纏う (14 - 19)。その推理力で事件の裏や黒幕を突き止め、茜に指示する。「柳生の剣は一殺多生。戦わずして済めば、越したことはない」が信条で (22)、説得を試み、可能な限り戦いを避けようとする (14, 16, 22)。幻天狗・権兵衛爺さんに、変装して敵を晦まし、気が触れたような言動で乱心者を装うが (1, 4 - 5, 16, 21)、島津宰相や松本藩などは「偽りの乱心をし、十兵衛こそ真の巡検使」と見抜いていた (4, 15)。父・但馬の立場や心情を慮るも (22, 26)、行き過ぎた幕府第一の姿勢を窘める (1, 7, 15, 17, 26)。徳川家光にも堂々と直言し (5)、子供には優しい (9, 19, 21, 23)。掟に反した裏柳生へ厳しく接するが (10, 17)、落命すると悲しみ (14, 17)、時に慟哭し (24 - 25)、忍びを人と思わぬ者には怒りを露にする (24)。一族を大事にし無理させず (14, 25)、生き延びる大切さを説き (26)、供を拒んで単身で斬りこむこともあった (8, 13, 26)。
茜の出生を大目付・稲葉内膳正が勘づき、但馬の命令を「斬らせん。哀れな母親を守れぬ、そんな柳生なら潰してしまえ」と拒否 (17)。出生の秘密を知り、動揺する茜に「おまえは柳生の子だ」と諭し、親子の名乗りをするよう促した (17)。幼馴染が巡検使暗殺に関わり悩んでいた又平には、「弥平次を救えるのはおまえだけだ」と説く (22)。崖から滑落した南郷覚之進を見捨てず、救出し手当する (25)。意識が戻った覚之進から戦いを挑まれるが、「いつまでも付け狙うが良い。だが今討たれるわけにはいかん」と立ち去った (25)。
島津宰相が家光暗殺を企んだにもかかわらず、政治決着つけたことに承服しかね、乱心者として薩摩屋敷へ単身斬りこみ、「将軍家暗殺を謀り、天下を奪おうとした大罪」と島津宰相を一刀両断。役目を終え、江戸へ戻らず旅立とうとするが、「ついていきたい」と茜に懇願され、翌日辰の刻に伏見の尼寺で待ち合わせようと伝える。茜は武家娘の姿になり訪れると、十兵衛は現れず、茜の実母・美音が暮していた。ふたりの再会を陰ながら見守った後、どこへとなく旅へ出る。(26)
- 志穂美悦子 - 柳生茜

十兵衛の妹で、「柳生のじゃじゃ馬」と云われる柳生新陰流の達人。この異名を気に入っており (11)、忍術の心得もある (26)。柳生家の実の娘でなく、養女と知るのは十兵衛と宗矩のみ (1)。十兵衛には兄以上の感情を抱いている (1, 4, 8, 12, 26)。公儀巡検使に任ぜられ、男装して「柳生縫之介」を名乗り、中山道を巡検し京を目指す (1)。幻天狗の正体が十兵衛で乱心していないと喜び、深谷宿以降は十兵衛の指示に従い巡検していき (4)、娘姿に戻ることもある (6 - 7, 11, 14)。敵との戦い以外にも風呂場で女性とバレそうに (4, 11)、武家娘に求婚される危機に陥る (12)。芦田宿では幻天狗に扮して現れ、十兵衛を取り囲んでいた役人らへ面を取り一喝、十兵衛に「幻天狗を譲ろう」と褒められた (13)。十兵衛と宗矩の意が異なった時に丸く収め (15)、尾張藩に娘と侮られても堂々と対し (16)、巡検使の面子に拘らず又平を助け (22)、阿里助を咎める朱美を諭すなど (25)、人としても成長していく。
奈良井宿で同じギヤマンの鈴（一対の夫婦鈴）を持つ、旅籠の内議・美音と知り合う。自分が十八年前に宇都宮城釣天井事件で改易となった本多正純の末娘で、美音が生母であることを偶然耳にし、驚愕のあまり動揺するが、十兵衛に諭され落ち着く。旅立つ前に娘姿を美音に見せていたとき、大目付・稲葉内膳正の配下が乱入し、美音を捕縛。助けようとするものの、太郎兵衛に「柳生家を取り潰すおつもりか」と具申され、家か母かで悩む。十兵衛に救出され、美音と親子の名乗りをするよう促されるが、母は尼となり旅立ち「役目が終わったら会いに行く」と誓い見送る。(17)
京で島津宰相へ「天下取りの野望をしかと見届けた」と突きつけ、巡検を滞りなく終える。十兵衛から「女として生きていけ」と言われ、旅を続けるという十兵衛に「柳生の娘でないから、江戸へ戻れない。ついていきたい」と懇願。伏見の尼寺に翌日待ち合わせ、武家娘の姿に戻り訪れるものの、十兵衛は現れず、実母・美音と再会し母を抱きしめ喜ぶ。(26)
- 山村聰 - 柳生但馬守※ (1, 5, 7, 10, 12, 15, 17, 22 - 26)

十兵衛・茜・又平・又十郎の父親で、将軍家剣術指南。十兵衛を中山道巡検使にすると島津宰相の薩摩藩など反幕府勢力に警戒されるため、乱心者にし油断させ、巡検を行うと将軍・徳川家光へ上申 (1)。世情が安定するまで巡検使は、柳生家が担うという信念を抱いている (1)。茜には巡検使の役目を終えたら、嫁いでほしいと望む (1)。信条は十兵衛と異なるものの (7, 15, 17, 26)、十兵衛の豪放磊落な生き方を認め (22, 26)、絆は強い (1, 5, 7, 22 - 24, 26)。茜の成長に目を細め (15)、朱実へねぎらいの言葉をかける (25)、穏やかで優しい一面と、「先んずれば、人を制す」という政治家としての非情な一面を持つ (17, 26)。十八年前の宇都宮城釣天井事件で改易となった本多正純と一族の処罰を見届けたが、正室・美音と幼い娘・ゆきを救い、ゆきを柳生家で引き取り、茜と名付け育てる (17, 26)。政敵の大目付・稲葉内膳正が茜の出生を嗅ぎつけたため、十兵衛に「茜は柳生の子だ。親子の名乗りをさせるな。いざというときには美音を斬れ。巡検使は天下安泰のため」と厳命 (17)。家光が島津宰相へ政治決着つけたことを慮り、承服しない十兵衛へ「堪えるのだ」と諭す (26)。
- 真田広之 - 又平※ (1 - 2, 4, 12, 22 - 26)

十兵衛・茜の腹違いの弟で、元は根来衆。小太刀二刀流の使い手で、本作では髷を結っている。子供の頃に根来の里を離れたので、根来の忍び文字は読めない (22)。柳生屋敷に寄りつかず根無し草の生活を好むが、乱心を聞き信じられず十兵衛を探す (1)。望月宿で夢乃屋お駒より片思いされ (12)、再会する度に抱きつかれる (22 - 23, 25 - 26)。赤坂宿で巡検使暗殺を請け負っていた幼馴染の兄妹・弥平次とかすみに再会し (22)、十兵衛や茜・裏柳生の協力でふたりに真実を示そうとする (22)。関ヶ原宿で朽木流玄の妖術に罹り、十兵衛を襲った (23)。将軍上洛が近づき、守山宿近辺から京にかけて、十兵衛の指図で茜たちを支援 (24 - 26)。江戸へ戻らず、ひとり旅立つ十兵衛について行く (26)。
- 伊庭剛[注釈 5] - 柳生又十郎 (25 - 26)

十兵衛の実弟で茜の兄。柳生の里を守っているが (1)、茜たちが南郷覚之進に雇われた甲賀忍者に襲われた時、幻天狗に扮して木から飛び降り、敵を蹴散らす (25)。京の動静を探った後に、宗矩の元へ向かう途中であった (25)。直訴して家光の影武者となったが、薩摩隠密組に刺され重傷を負い、死の淵を彷徨う (26)。満身創痍でありながら、薩摩屋敷へ斬りこもうとする十兵衛についていこうとする (26)。

### 巡検使随行
- 長門勇 - 鏑木太郎兵衛 (1 - 21, 24 - 26)

柳生家に忠節を尽くす家臣で阿里助と共に随行。茜を幼少から育て、「太平の世には収まらない」と十兵衛の器の大きさを知っていたので、乱心したと思っていた (1)。徳川忠長の一件以降、偽りの乱心や十兵衛と裏柳生の陰ながらの支援を知る (5)。柳生新陰流の使い手だが、縄抜けの術はできず (8)、寝入ると敵の急襲に気づかず (14)、機敏に動けず (15)、速足で山中を駆け抜ける十兵衛と阿里助に、置いてけぼりにされた (26)。茜の早急な判断・行動を制止し、冷静に対応するよう具申する頭脳派 (2, 4, 8, 11, 13, 21)。十兵衛の命令を守ろうと仮病した阿里助に食事を与えなかったので、仕返しに阿里助から食事に下剤を入れられる (13)。阿里助へ「単細胞。馬鹿」と常に説教し続け、子供の喧嘩のようなお互いを言いたい放題する間柄になっていく。加納城下で大食いしたため腹痛となり、「数日間、絶対安静」と医者から言われ、別行動となる (22 - 23)。 役目を終え、夢乃屋の興行「柳生巡検使 京洛の大團圓」に本人役で出演 (26)。
- 黒崎輝 - 阿里助※

裏柳生で、月代を剃り有沢阿里助として、太郎兵衛と共に茜へ随行。妹の朱実を繋ぎに、十兵衛や裏柳生と連絡し合う。十兵衛の偽りの乱心を初めから知っている者の一人 (1)。忍術と柳生新陰流の使い手で任務にも忠実だが、お調子者で食いしん坊。太郎兵衛を何度も怒らし呆れさせるが (2, 4, 6, 8, 13, 15, 21, 24, 26)、太郎兵衛の物真似や (13)、小言の言い過ぎと返し (23)、子供の喧嘩のようなお互いを言いたい放題する間柄になっていく。太郎兵衛の隠し子と名乗る町娘へ一目惚れするが、取り潰された福島家残党の罠だったため、茜たちや裏柳生を危険に晒す失態を犯し、十兵衛に任を一旦解かれるが、後に許された (10)。十兵衛の命令には理由を知らずとも絶対従い、芦田宿へ向かおうとする太郎兵衛を止めるため、機転利かせ仮病 (13)。商人に化けて別行動していたときに山崩れに巻き込まれ、瀕死の重傷を負う (20)。日野原玄丈に刺された朱実に「一緒に柳生の里へ帰ろう」と励ますが絶命し、泣き崩れ、涙に暮れながらも朱実の遺髪を懐にしまい、随行を続ける (25)。役目を終え、夢乃屋の興行「柳生巡検使 京洛の大團圓」に本人役で出演 (26)。
- 矢島由紀 - 朱実 (1 - 4, 6 - 25)

阿里助の妹で裏柳生のくノ一。茜を陰日向に護衛し、十兵衛との繋ぎが任務。忍装束でのスカーフは金色。鳥追い姿になることもあり、茜の影武者にもなった (14)。板鼻宿から夢乃屋一座の座員に加わり (6)、洗馬宿では旗袍の踊り娘になる (16)。鞍馬御堂衆・日野原玄丈に囚われ拷問されるが、心変わりした南郷覚之進に助けられる (25)。十兵衛に「暫し休め」と任を解かれるが、十兵衛と玄丈の一騎討ちに駆けつけ、相討ちになりかけたふたりの間に入り、玄丈の刃に刺される (25)。十兵衛・阿里助に励まされるが「みんなに会えると思ったけど…」と言い残し果てる (25)。

### 裏柳生
十兵衛が率いる忍び衆で、巡検使を守る。忍装束に色違いのスカーフを巻き、昼間の戦闘は迷彩柄を着る。座員に逃げられた夢乃屋お駒一座へ権兵衛爺さんの紹介で加わり、巡検使と同じ中山道六十九次へ誘う (1)。任務優先のため、突然かつ頻繁に消え、興行できなかったり (2)、座員で荷物を積んだ大八車を押してる時にもお駒・千平・万十のみで抑えられずに車を谷底へ落下させ (3)、峠道でお駒を独りぼっちにし (15)、困らせ続けてきた (20)。正体を知らないお駒から「クビ」と宣告されるが (8)、消えていた彼らが仕事していたので、あっさりと許される (8)。聴力のみで戦おうとする十兵衛に稽古の相手をさせられ、泣きながら木刀を打ち込み、手裏剣を投げた (13)。野洲一族と一緒にいた時、火縄銃で武装した三上藩に襲われ、死傷者を出す (24)。生存者は京までお供をしたいと十兵衛へ願うが「養生に務めろ」と諭され、柳生の里へ帰された (25)。
- 崎津隆介 - 竜太 (1 - 4, 6 - 25[注釈 8])

十兵衛不在時のまとめ役で、「裏柳生は狩られても生え変わる」が信条 (24)。スカーフは白。阿里助の救出や (10)、十兵衛の命令に反して敵に斬りかかり (18)、手傷を負う。大名の姫でも正しいと思ったら、容赦なく説教 (21)。野洲一族と裏柳生を三上藩の火縄銃から身を挺して守り、駆けつけた十兵衛へ「野洲一族と仲間になれた」と言い残し、息絶える (24)。
- 山本亨 - 新助 (1 - 4, 6 - 26)

スカーフは黒。三上藩の銃撃で重傷を負い (24)、柳生の里へ養生に戻るが (25)、巡検使の役目を終え、旅に出ようとした十兵衛へはせ参じ、ついて行く (26)。
- 佐藤浩 - 草平 (1 - 4, 6 - 17)

孤児で十兵衛に拾われ (17)、顎と頬に髭を生やしている。スカーフは青。喜入陣内を探っていた際に瀕死の重傷を負う (15)。茜の実母・美音の件を偶然耳にし、勝手に美音を殺しかけるが、茜にみつかり失敗 (17)。十兵衛に「柳生の里へ戻れ」と命ぜられるが。美音が残る燃えさかる家屋に現れ、助け出す (17)。夫婦鈴を取り戻しに再突入し、鈴を美音へ投げるものの、炎に包まれ「十兵衛様～」と叫びながら灰と化す (17)。
- 松岡真由 - お霧、蔦田久美 -  お炎 (1 - 4, 6 - 25)

くノ一。スカーフはお霧が赤で、お炎は紫。三上藩の銃撃で重傷を負い (24)、柳生の里へ養生に戻る (25)。
※山本・佐藤・松岡・蔦田はクレジットタイトルに役名表記なし。

### 将軍家
- 森次晃嗣 - 徳川家光※ (1, 5, 26)

第三代将軍。薩摩藩の反逆を知り、但馬の進言を受け入れ、十兵衛乱心騒動を起こす (1)。直言を受け入れる度量を持つが (1, 5)、気性も猛々しく、誤解から一旦は弟・忠長の家族を抹殺しようとした (5)。上洛して帝に拝謁しようとするが、反幕府の公家・姉小路直房が偽勅を持ち出したので、山科で立ち往生 (26)。島津宰相が家光暗殺の謀略に加担していたことを知りながら、罰すると他の外様大名を刺激するため、「松平」の姓を与え、政（まつりごと）で収めようとする (26)。

### 薩摩藩
- 成田三樹夫 - 島津家久 (1, 4, 26)

島津宰相と呼ばれる薩摩藩主。反幕府派の黒幕で権謀術数を巡らし、薩摩隠密組を暗躍させ、柳生家の失脚から最終的に徳川を滅ぼそうと企む (1)。柳生家に中山道巡検使を任せることへ強行に反対 (1)。忍藩を脅して念書を取り、巡検使の暗殺に協力させ (4)、十兵衛の乱心を偽りと見抜いていた (1, 4)。将軍上洛の警護を名目に京へ先乗りし、反幕府の公家・姉小路直房や柳原兼光と結託 (26)。帝へ拝謁させず江戸へ引き返させ、権威失墜と暗殺を企む (26)。島津が天下を取るための布石だったが、陰謀が明るみにでると直房と兼光を裏切り、家光へ取り入り保身、松平の姓を賜った (26)。承服しかねる十兵衛に薩摩屋敷へ斬りこまれ、「将軍家暗殺を謀り、天下を奪おうとした大罪」で一刀両断される (26)。
- 誠吾大志 - 南郷覚之進 (1, 8, 14, 22, 25)

示現流の使い手・南郷三兄弟の末弟。長兄・次兄を十兵衛に斬られ、自身も左腕を切断された (1)。反幕府勢力を味方につけ、仇討ちを画策。鍔につけた鎖を右手に巻きつけ、剣を握る (14)。何度も挑むが、十兵衛に「しかと修行なされい (14)」と叩きのめされてきた (14, 22)。峠道で決闘を挑むが、足場を失い滑落し、十兵衛に救われる (25)。追い続ける一途さを十兵衛から一目おかれ、意識が戻るとケガしていても戦おうとし、看護していた朱実に止められ、我に返る (25)。大津宿で鞍馬御堂衆・日野原玄丈や甲賀忍者と十兵衛抹殺を目論むが、朱実が囚われてきて驚く (25)。拷問が始まり玄丈に斬れと命ぜられるが拒み、朱実を助けて逃げ出し、追手に斬られ、駆けつけた十兵衛に救われる (25)。十兵衛に朱実を助けた礼を言われ、手当を受けるが「とうとう斬れなかった。悔しいなあ（笑）」と言い残し、こと切れる (25)。
- 白石奈緒美 - つばくろのお銀 (3, 11, 13, 19)

薩摩隠密組の殺し屋。鳥追い姿で旅し、武器は仕込み刀を入れた三味線。巡検使をつけ狙うが、権兵衛爺さんに眠り薬を盛られてしまう (3)。掟に忠実で、傷ついた仲間を容赦なく斬り捨てる (3)。茜に賞金百両 (11)、十兵衛に賞金千両をつけ (13)、中山道周辺の賞金稼ぎに狙わせる。関係のない庶民を人質にとり、十兵衛に武器を捨てさせ捕縛 (13)。中津川宿で殺した猟師の遺児・妹尾小太郎を人質にするが、十兵衛から「おまえに子供を殺せない」と言われ、死んだ自分の子供を思い出し、小太郎へ情が移る (19)。設楽次太郎や部下から殺すよう促されるが、小太郎と逃亡 (19)。隠密組に見つかり、小太郎を助けるために斬られ、十兵衛から救ってくれた礼を言われながら、十兵衛の腕のなかで息をひきとる (19)。
- 黒部進 - 薩摩隠密組の一員 (9, 19)

巡検使一行を抹殺するため、中山道を追い続ける。追分宿では代官を味方につけ (9)、中津川宿で猟師・妹尾重蔵を殺し、その火縄銃で茜一行を狙撃する (19)。裏切ったお銀を斬るが、十兵衛に討たれる (19)。

### 夢乃屋一座
- 宮崎美子 - 夢乃屋お駒

娘ながらに芝居小屋・夢乃屋一座を仕切る座長。周囲からは別嬪と評される (6, 24)。経営不振から座員が次々逃げ、乱心騒動を芝居にしたため、江戸所払いとなり中山道を旅する (1)。この芝居は各宿場で大当たりし (14)、演目に巡検使一行も追加した (8, 26)。権兵衛爺さんの紹介で、裏柳生を座員に加えるが、正体は知らず「軽業の演目が増えた」と喜ぶ (1)。母・お杉の身勝手 (1 - 2)、突然消える裏柳生 (2 - 3, 8, 15, 20)、盗賊に間違えられ捕縛 (6)、に遭っても楽天的に乗り越えていく。権兵衛爺さんと親しく、看病され (10)、不入りの理由を指摘され (14)、客を集める知恵を求め (20)、頼りにしているが、「助平爺 (8, 20)」「(権兵衛爺さんや裏柳生は) すぐいなくなる (3, 8, 18)」」と小言を言う。逃げた座員 (4, 6)、独りぼっちにされても (15)、戻ってくれば許す。望月宿で助けてくれた又平に恋し (12)、再会する度に抱きつく (22 - 23, 25 - 26)。京では茜たちが又平を隠してるんではないかと勘繰り出し、太郎兵衛・阿里助・重兵衛と共に「柳生巡検使 京洛の大團圓」を興行するが、客席にいる又平を見つけた途端に結婚宣言し、追いかけていく (26)。
- 島田洋七・島田洋八 (B&B) - 千平・万十 (1 - 4, 6, 8 - 10, 12, 14, 16, 22 - 23)

客の呼び込みと運搬以外には何もできず、女好き (3 - 4)、無芸大食 (1, 4)、頭が空っぽ (23)。盗賊と間違えられ一座が捕縛されたときは薄情にも見捨てて逃げ、陳から奇術で着物を剥ぎ褌だけの姿にされ、お灸を据えられる (6)。娘がいない宿場町には寄らず、勝手に娘のいる次の宿場町へ先乗りしてしまい (7)、何の連絡をしてこず、意味がないとお駒にぼやかれる (15)。又平を一座に入れるため、とうとうお駒にクビと言われてしまう (22)。
- 樹木希林 - お杉 (1 - 2)

お駒の母親で、夢乃屋の元座長。愛称は「お嬢」。上がりを持ち逃げし夢乃屋を経営不振に陥らせ、舞い戻ったり出て行ったりの繰り返し (1 - 2)。一座の消滅危機も、原因は千平・万十の芸のなさと思い込んでいる (1)。気がついたら観客席にいる酔狂で、軽業担当の座員（裏柳生）が現れず、お駒が困っていると飛び入りで助けに入るが、つまらないため観客から座布団を投げまくられた (2)。
- 岩城力也 - 陳 (4, 6 - 7, 17, 21, 25)

片言の日本語を話す中国人奇術師。夢乃屋の将来に不安を抱き、お園・おいみ・お春ら踊り娘と辞めて、4人で一座を組んだものの客が入らず困り果てていたが、深谷宿へ旅してきたお駒と再会し、一座に戻る (4)。奇術の腕前は確かで (6, 21)、料理がうまい (21)。成瀬家の綾姫を匿い、役人に乱暴されるが、機転を利かせ隠し通してしまう (21)。
- 野川愛[注釈 10] - おいみ (4, 6 - 7, 16)

踊り娘。陳と共に夢乃屋へ戻る (4)。忍藩接待役に風呂場で柳生縫之介の背中を流すよう命令され、心ならずも茜を危機に追い込む (4)。尾張藩洗馬宿関所でお駒と踊りを代官へ披露する (16)。
- 片山由美子[注釈 10] - お園(4, 6 - 7)

踊り娘。陳と共に夢乃屋へ戻る (4)。
- 植村由美[注釈 10] - お春 (4, 6 - 7)

踊り娘。陳と共に夢乃屋へ戻る (4)。

### 市井の人々
- 小島三児 - 八木重兵衛※ (8 - 9, 24 - 26)

眼帯を右眼に付けた、柳生十兵衛を名乗る偽者。「賞金首」と襲われるたび「勘違い召されるな。柳生十兵衛ではない。拙者は八木重兵衛だ～」と逃げ回り (8 - 9)、眼帯を外して両目をみせるお調子者 (9)。守山宿では自分のための行動が、結果的にお駒を救う (24)。大津宿で芝居「柳生旅日記」を作るが、お駒や太郎兵衛から酷評される (25)。京では仕事収めの宴に加わろうと茜一行が宿泊する本陣へはせ参じ、又平に頼まれてお駒の恋路を知らずに邪魔したためぶっ飛ばされるが、興行した芝居「柳生巡検使 京洛の大團圓」で「我こそは本物の柳生十兵衛である」と口上し、喝采を浴びた (26)。
- 稲野和子 - 美音 (17, 26)

奈良井宿の旅籠の女将だが、十八年前に宇都宮城釣天井事件で改易となった本多正純の正室 (17)。柳生茜の実の母親で、茜が同じギヤマンの鈴（一対の夫婦鈴）を持っていたことから、別れた娘とすぐ気づく (17)。茜の立場を慮り、親子の名乗りをせず、家に火をつけ自殺を図るが、尼となる (17)。伏見の尼寺で過ごしていたが、十兵衛に導かれて知らずに茜が訪れ、美音は茜を本当の名・ゆきと呼び、抱きしめる (26)。

### そのほか
※キャストロールに表記。
- JAC - 甲斐道夫 (1 - 9, 24 - 26)、稲田龍雄・卯木浩二 (1 - 9)、藤川聡 (10 - 23)、矢野和弘 (10 - 26)
- 芥川隆行 - ナレーター
- JACコマンド - アクション・セッティング (16 - 26)

## エピソードリスト
※ゲストはクレジットタイトルに役名表記された出演者のみ記載。複数話を同じ配役で出演した場合はキャスト節を参照。前作と異なり、サブタイトルに宿場の表記はない。
| No. | 放映日          | サブタイトル           | 脚本               | 監督       | ゲスト | 宿場   |
| --- | --------------- | ---------------------- | ------------------ | ---------- | --- | ------ |
| 1   | 1982年 10月19日 | 風雲渦巻く中仙道       | 鈴木則文 志村正浩  | 牧口雄二   | 上村香子（孝子） | 江戸   |
| 2   | 10月26日        | 赤い糸車の女           | 鈴木則文 志村正浩  | 小野田嘉幹 | 伊藤かずえ（おいね）、太田英夫（正太）、近藤弥生（おさと）、倉谷ルミ（おまつ）、江幡高志（戸田屋嘉兵衛）、汐路章（猪之吉）、船戸順（牧野図書頭） | 蕨     |
| 3   | 11月2日         | 蝶と女と風車           | 佐藤繁子           | 小野田嘉幹 | 浜田晃（辻風蔵人）、蟹江敬三（吉五郎）、西川峰子（お艶）                                                                                         | 上尾   |
| 4   | 11月9日         | 天狗の弱みは美女だった | 鈴木則文 志村正浩  | 関本郁夫   | 小沢象（了海）、成瀬正（板谷兵四郎）、南利明（作兵衛）                                                                                           | 深谷   |
| 5   | 11月16日        | 八百万石を狙う男       | 鈴木則文 志村正浩  | 関本郁夫   | にしきのあきら（駿河大納言忠長）、木村弓美（八重）、幸田宗丸（早坂外記）、剣持伴紀                                                               | 高崎   |
| 6   | 11月23日        | 上州女にからっ風       | 松本功             | 牧口雄二   | 橋本功（弥助）、服部妙子（お勝）、田中浩（榊伊兵衛）                                                                                             | 板鼻   |
| 7   | 11月30日        | 宿場に散った花一輪     | 下飯坂菊馬         | 牧口雄二   | 大場順（井伊丑之助）、川合伸旺（三島弾正）、和崎俊哉（大田原数馬）、市毛良枝（しのぶ）                                                           | 安中   |
| 8   | 12月7日         | 細うで喧嘩花           | 佐藤繁子           | 太田昭和   | 友里千賀子（お俠）、小林稔侍（文次） | 松井田 |
| 9   | 12月14日        | なみだ峠で待つ女       | 鈴木則文 志村正浩  | 太田昭和   | 原田樹世土（伊奈大九郎）、本阿弥周子（藤絵）、高橋かおり（おみつ）、可知靖之（深田主水正）                                                       | 追分   |
| 10  | 12月21日        | くノ一の赤い唇         | 山本英明           | 牧口雄二   | 谷川みゆき（おみね）、内田勝正（大道寺鉄幹）、森幹太（森竜斎）                                                                                   | 小田井 |
| 11  | 12月28日        | うたかたの花           | 佐藤繁子           | 牧口雄二   | 八木昌子（おとめ）、くどうべん（捨吉）、汐路章（梵天の権九郎）、宮口二郎（さそりの以蔵）                                                         | 岩村田 |
| 12  | 1983年 1月4日   | ああ花嫁狂騒曲         | 鈴木則文 志村正浩  | 関本郁夫   | 日向明子（榛名百合）、丹古母鬼馬二（銀之助）、丘路千（梵天の辰）、遠藤太津朗（金兵衛）                                                           | 望月   |
| 13  | 1月11日         | 狼の群の中へ           | 鈴木則文・志村正浩 | 関本郁夫   | 内田稔（草薙茂左衛門）、藤岡重慶（十六夜検校）、東龍明（利吉）、八名信夫（赤座一覚）、田中綾（志保）、福本清三（熊沢竜之助）                     | 芦田   |
| 14  | 1月18日         | 燃える女の館           | 鈴木則文 中本博通  | 太田昭和   | 竹井みどり（小春）、井上昭文（霧隠才蔵） | 長久保 |
| 15  | 1月25日         | やわ肌は殺しの罠       | 飛鳥ひろし 松本功  | 太田昭和   | 清水めぐみ（多美）、藤木敬士（喜入陣内）、中井啓輔（藤井図書）                                                                                   | 塩尻   |
| 16  | 2月1日          | 美女の妖刀魔殿         | 山田隆之           | 牧口雄二   | 三浦真弓（小笹）、小林稔侍（柳生宙也斎）、浜田晃（成瀬重太郎）                                                                                   | 洗馬   |
| 17  | 2月8日          | 引裂かれた母と娘       | 佐藤繁子           | 牧口雄二   | 亀石征一郎（泰造） | 奈良井 |
| 18  | 2月15日         | 偽りの生き埋葬         | 芦沢俊郎           | 松島稔     | 千野弘美（美樹）、北町嘉朗（山村伝八郎）、石橋雅史（篝残雪）                                                                                     | 福島   |
| 19  | 2月22日         | 血の山の子守唄         | 下飯坂菊馬         | 松島稔     | 田付貴彦（妹尾小太郎）、久富惟晴（設楽次太郎）                                                                                                   | 中津川 |
| 20  | 3月1日          | 火薬に挑む乙女         | 飛鳥ひろし         | 小野田嘉幹 | 玉川伊佐男（日比野勘解由） | 細久手 |
| 21  | 3月8日          | 魔女御殿の怪           | 平井雄三           | 小野田嘉幹 | ※役名表記のゲスト無し | 太田   |
| 22  | 3月15日         | 裏切りの忍び文字       | 鈴木則文 中本博通  | 太田昭和   | 大葉健二（弥平次）、川辺久造（三井頼母）、高原陽子（かすみ）                                                                                     | 赤坂   |
| 23  | 3月22日         | 亡霊が愛した娘         | 鈴木則文 中本博通  | 太田昭和   | 佐藤仁哉（源之助）、大塚良重（おしの） | 関ヶ原 |
| 24  | 4月12日         | 古城の謎を見た女       | 唐木慎也 駒山通泰  | 牧口雄二   | ※役名表記のゲスト無し | 守山   |
| 25  | 4月19日         | 女忍者、暁に散る       | 中本博通           | 萩原将司   | 南原宏治（日野原玄丈） | 大津   |
| 26  | 4月26日         | 明日よ、風に舞え       | 鈴木則文 志村正浩  | 牧口雄二   | 西沢利明（姉小路直房） | 京     |

## オープニング・エンディング
オープニング
基本的に旅姿の十兵衛が街道筋を歩くシーンがほとんどだが、タイトルバックで馬に乗って水辺を走る十兵衛が待ち受けていた茶色の忍び装束姿の薩摩藩隠密と戦うために下馬し、壮絶な戦いを十兵衛が繰り広げるシーンが随所に織り込まれ、それぞれの回に出演する俳優たちが役名付きで（役名なしの場合もあり）紹介されている。
エンディング
十兵衛がメインのオープニングと異なり、縫之介（茜）・太郎兵衛・阿里助の3人が和気あいあいとした道中を行くシーンがメインで、このシーンをバックに主題歌「明日よ、風に舞え」が流れる中、それぞれの回のスタッフが紹介されている。

## スタッフ
監督・脚本は#エピソードリスト、音楽・主題歌は下段を参照。（ ）の数字は担当話数で、無しは全話担当。
- プロデューサー - 片岡政義（テレビ朝日）・佐伯明・松平乘道・清水敬三 (1 - 3)・亀岡正人 (1 - 17)・上坂久和 (1 - 19)〈以上、東映〉
- プロデューサー補助 - 上坂久和 (20 - 24)
- 撮影 - 中島徹 (1)、赤塚滋 (2 - 5, 10 - 11, 14 - 15)、小川原悟 (6 - 7, 18 - 19)、坂根省三 (8 - 9, 12 - 13, 16 - 17, 20 - 21, 24, 26)、井口勇 (22 - 23, 25)
- 照明 - 増田悦章 (1, 14 - 15)、渡辺喜和 (2 - 5, 8 - 9, 12 - 13, 16 - 19, 22 - 24)、金子凱美 (6 - 7, 10 - 11)、加藤平作 (20 - 21, 25)
- 録音 - 栗山日出登 (1)、野津裕男 (2 - 3)、今出光 (4 - 5, 8 - 9, 12 - 13, 16 - 17)、芝氏章 (6 - 7, 10 - 11, 14 - 15, 18 - 19, 22 - 24, 26)、中山茂二 (20 - 21)、大角正夫 (25)
- 美術 - 吉村晟 (1 - 3)、塚本隆治 (4 - 26)
- 音楽 - 津島利章
- 編集 - 荒木健夫
- 記録 - 中嶋俊江 (1[注釈 14], 10 - 11, 14 - 15, 18, 22 - 23, 25)、松崎翠 (2 - 3, 6 - 7, 12 - 13, 19 - 21, 24, 26)、黒川京子 (4 - 5, 8 - 9)、森村幸子 (16 - 17)
- 整音 - 伊藤宏一
- 助監督 - 清水彰 (1, 8 - 9)、萩原将司 (2 - 3, 6 - 7, 12 - 13)、武久竜一 (4 - 5)、俵坂昭康 (10 - 11, 18 - 19)、久郷久雄 (14 - 15)、土橋亨 (24, 26)、依田智臣 (16 - 17)、鈴木秀雄 (20 - 21)、比嘉一郎 (22 - 23, 25)
- 装置 - 和田順吉 (1 - 3, 8 - 26)、増田道清 (4 - 7)
- 装飾 - 小谷恒義 (1)、牧口和則 (2 - 3)、仲小路認 (4 - 13, 16 - 26[注釈 15])、西川由紀夫 (14 - 15)
- 背景 - 平松敬一郎 (1 - 19)、西村三郎 (20 - 26)
- 小道具 - 高津商会
- 美粧・結髪 - 東和美粧
- 衣裳 - 森護 (1 - 17)、豊中健 (18 - 25)
- 和楽監修 - 中本敏生
- 舞踊振付 - 藤間紋蔵 (6[注釈 16], 11, 16 - 17)
- 騎馬 - 岸本乗馬センター (1 - 6, 8 - 10, 14 - 15, 22, 26)
- 演技事務 - 藤原勝 (1, 4 - 26)、下川護 (2 - 3)
- かつら - 山崎かつら (4 - 26)
- 擬斗 - 菅原俊夫 (1, 16 - 26)、三好郁夫 (2 - 15)〈以上、東映剣会〉
- 進行主任 - 管田浩 (1)、俵坂孝弘 (2 - 3)、飯田昭 (4 - 5, 8 - 9, 12 - 13, 16 - 17, 25)
- 制作担当 - 山本吉應[注釈 17] (4 - 21)、野口忠志 (22 - 26)
- 協力 - 京都大覚寺 (2 - 9, 12 - 13, 15, 17 - 18, 22 - 23)
- 現像 - 東洋現像所
- 主題歌「明日よ、風に舞え」
  - 作詞：裕木陽、作曲：古本鉄也、編曲：小笠原寛、歌：志穂美悦子、キャニオンレコード
- 制作協力 - サニー千葉エンタープライズ
- プロデューサー - 佐藤公彦
- 制作 - テレビ朝日・東映

## 再放送
地上波ではANN系列各局、BS・CSではファミリー劇場・東映チャンネル・時代劇専門チャンネルで再放送が行われている。2015年に時代劇専門チャンネルで再放送がされた際には、前作『柳生あばれ旅』と併せる形でCMが放送された。シリーズ2作品のCMでは、冒頭に本作第26話の十兵衛による薩摩藩邸襲撃シーンで、台詞は第1話の「幻天狗」初登場時のものを使用。その後は前作第26話後半や本作の第1話のそれぞれの立ち回りのシーンが使われ、最後は本作のアイキャッチ（十兵衛が太刀を構える決めポーズ）が使用されている。本作のCMでは、冒頭のシーンは本作の同じ回・同じシーンの別の場面に切り替えられ、十兵衛が「柳生十兵衛推参！」と呟く箇所は、本作第1話の立ち回りで十兵衛が太刀の兜割りを構えるシーンに変更、その後は第1話や第26話のシーンを使用した後、十兵衛役の千葉真一が視聴者に向かって「『柳生十兵衛あばれ旅』、是非、ご覧になって下さい！」と呼び掛けるところで締め括られている。